# Nagy Pongrác
Nagy Pongrác (1925 – 2015. február 6.), magyar közgazdász.

## Művei
- Country Risk – how to Assess Ouantify and Monitor it, Euromoney Publications, London, 1979
- The International Business of Canadian Banks, Centre for International Business Studles, Ecole des haûtes études commerciales, Montreal, 1983
- Country Risk, Euromoney Publications, London, 1984
- Készül a magyar gazdasági csoda? Közgazdasági és Jogi Könyvkiadó, 1991
- Mindenkinek: a rendszerváltás gazdaságpolitikája, C. E. T. Belvárosi Könyvkiadó, 2001
- Gazdaságpolitika (tankönyv), Nyugat-Magyarországi Egyetem, Sopron, 2001
- From Command to Market Economy in Hungary under the Guidance of the IMF, Akadémiai Kiadó, Budapest, 2003
- A gazdasági rendszerváltás a kispadról, Akadémiai Kiadó, 2004
- A rendszerváltás gazdaságpolitikája, második, bővített kiadás, Akadémiai Kiadó, 2004
- Szerelem három kontinensen (és Angliában), Százszorszép Kiadó, Budapest, 2003.

## A rendszerváltás gazdaságpolitikája
382 oldalas művében kritizálja az 1990-es évek kormányainak gazdaságpolitikáját, a nemzetközi szervezetek: a Valutaalap és Világbank káros befolyását, irányítását.
“ Az átállást olyanok irányították, akik a parancsgazdaságot nem ismerték, és olyanok hajtották végre, akik a piacgazdaságot nem ismerték.”
A Bokros csomag társadalmi és gazdasági károkozásait elemzi.
Nemzetközi példákkal illusztrálva bizonyítja (63 oldal a könyvben), hogy lehetett volna a magyar államadósságot könnyíteni.
“Ez a könyv arról szól, hogy az áldozatok elkerülhetők, fölöslegesek és értelmetlenek voltak.”